# Paramysidia nigropunctata
Paramysidia nigropunctata är en insektsart som först beskrevs av Metcalf 1938.  Paramysidia nigropunctata ingår i släktet Paramysidia och familjen Derbidae. Inga underarter finns listade i Catalogue of Life.